# (14031) Rozyo
(14031) Rozyo est un astéroïde de la ceinture principale.

## Description
(14031) Rozyo est un astéroïde de la ceinture principale. Il fut découvert le 26 novembre 1994 à Kitami par Kin Endate et Kazuro Watanabe. Il présente une orbite caractérisée par un demi-grand axe de 2,59 UA, une excentricité de 0,20 et une inclinaison de 14,0° par rapport à l'écliptique.

## Compléments